# La Neuville-aux-Larris
La Neuville-aux-Larris é uma comuna francesa na região administrativa do Grande Leste, no departamento de Marne. Estende-se por uma área de 1.64 km², e possui 177 habitantes, segundo o censo de 2018, com uma densidade de 110 hab/km².